# درولیته
درولیته (به لهستانی:  Drulity) یک روستا در لهستان است که در گمینا پاسونک واقع شده‌است. درولیته ۴۱۰ نفر جمعیت دارد.